# 36. Międzynarodowy Festiwal Filmowy w Berlinie
36. Międzynarodowy Festiwal Filmowy w Berlinie odbył się w dniach 14–25 lutego 1986 roku. Imprezę otworzył pokaz włoskiego filmu Ginger i Fred w reżyserii Federico Felliniego. W konkursie głównym zaprezentowano 25 filmów pochodzących z 19 różnych krajów.
Jury pod przewodnictwem włoskiej aktorki Giny Lollobrigidy przyznało nagrodę główną festiwalu, Złotego Niedźwiedzia, niemieckiemu filmowi Stammheim w reżyserii Reinharda Hauffa. Drugą nagrodę w konkursie głównym, Srebrnego Niedźwiedzia – Nagrodę Specjalną Jury, przyznano włoskiemu filmowi Idźcie, ofiara spełniona w reżyserii Nanniego Morettiego.

## Przebieg festiwalu
Poziom tegorocznego konkursu głównego był bardzo wysoki. Wolfram Schütte we „Frankfurter Rundschau” określił go mianem najlepszego od lat. Jednakże nie obyło się bez skandalu. Przewodnicząca jury Gina Lollobrigida wyrażała publicznie swoją dezaprobatę dla nagrodzonego Złotym Niedźwiedziem filmu Stammheim Reinharda Hauffa, wskazanego przez większość jurorów. Chciała ją przyznać włoskiemu obrazowi Idźcie, ofiara spełniona Nanniego Morettiego, ale szalę zwycięstwa na korzyść filmu Hauffa przeważył głos zaledwie jednego członka jury. Ostatecznie dzieło Morettiego zdobyło drugą nagrodę, Srebrnego Niedźwiedzia – Nagrodę Specjalną Jury.
Wydarzeniem sekcji Forum stał się premierowy pokaz dziewięciogodzinnego filmu dokumentalnego Shoah w reżyserii Claude’a Lanzmanna, opowiadającego o hitlerowskim ludobójstwie dokonanym na europejskich Żydach. Współgrały z nim inne dokumenty, m.in. Partyzanci z Wilna Joshuy Waletzky’ego o powstaniu w wileńskim getcie oraz We Were So Beloved Manfreda Kirchheimera o Żydach, którym udało się zbiec z nazistowskich Niemiec do Nowego Jorku. Forum pokazało też przegląd nowego kina argentyńskiego, opisującego zmagania tego kraju, by odbudować swą demokrację po latach rządów wojskowego reżimu oraz by rozliczyć zbrodniarzy.
Założona przez Manfreda Salzgebera sekcja Info-Schau przyjęła ostatecznie nową nazwę – Panorama. Jej profil pozostał jednakże niezmieniony – w dalszym ciągu prezentowała ona kino innowacyjne i niezależne. Idąc w ślad za poprzednimi przeglądami, poświęconymi kinematografiom z basenu Morza Śródziemnego i Bałtyckiego, w tym roku zaproponowano przegląd Panorama Morza Czarnego, koncentrujący się na filmach z Rumunii, Bułgarii, Turcji i ZSRR. Zmiany dotknęły też sekcję Kinderfilmfest, w obrębie której powołano złożone z dzieci Kinderjury, przyznające swoje nagrody.
W ramach festiwalu odbyła się retrospektywa twórczości niemieckiej gwiazdy kina niemego Henny Porten. Ustanowiono także nową, przyznawaną odtąd corocznie nagrodę, Berlinale Camera. Stanowiła ona wyraz uznania dla wybitnych osobistości kina, którym festiwal dużo zawdzięcza. Pierwszymi laureatami nagrody zostali dwaj wybitni reżyserzy: Fred Zinnemann, którego retrospektywę pokazano na festiwalu, i Sydney Pollack, który poza konkursem zaprezentował swój nowy film Pożegnanie z Afryką.

## Członkowie jury

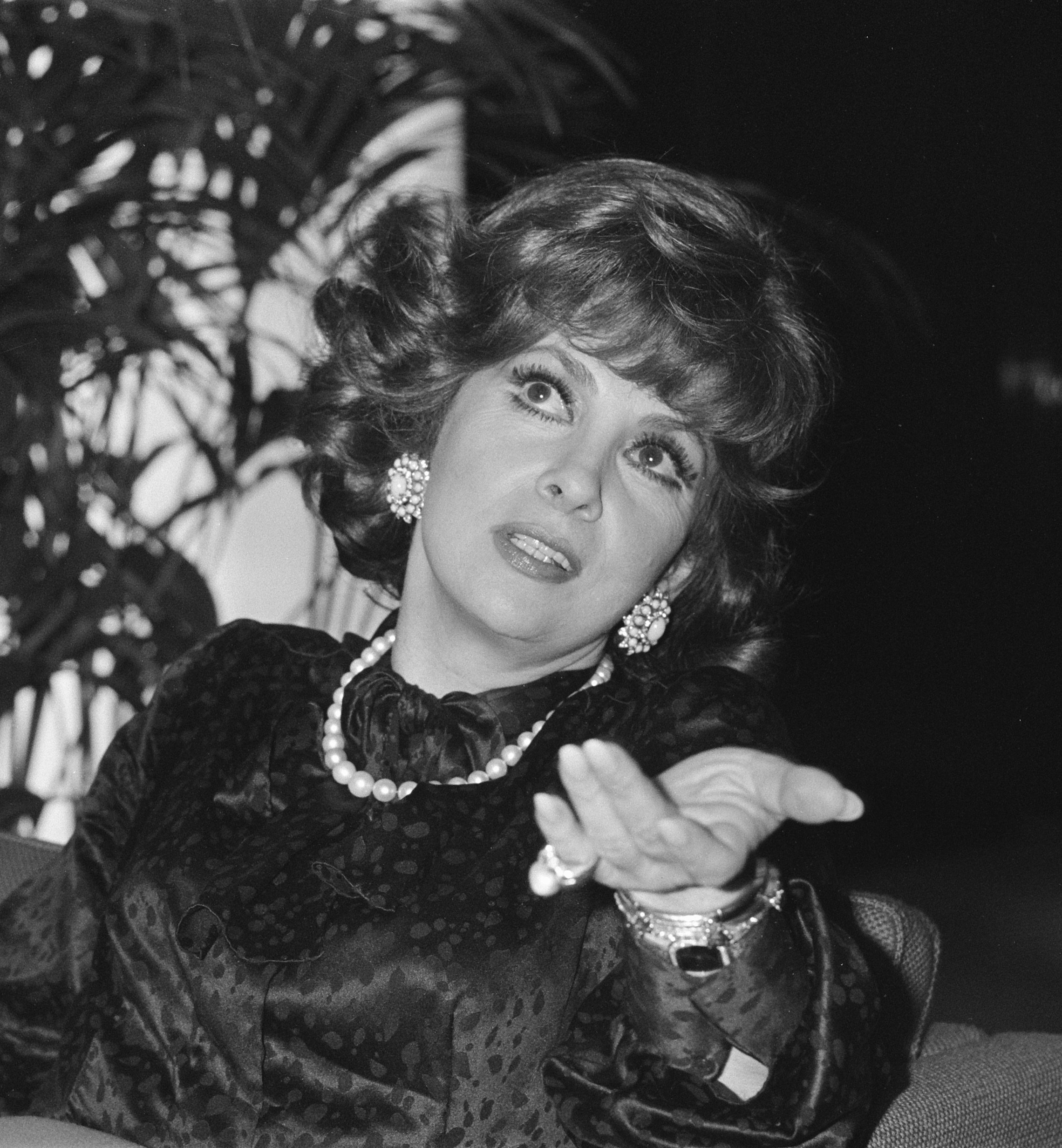
Przewodnicząca jury konkursu głównego Gina Lollobrigida.

### Konkurs główny
- Gina Lollobrigida, włoska aktorka – przewodnicząca jury[4]
- Lindsay Anderson, brytyjski reżyser
- August Coppola, amerykański literaturoznawca
- Rudi Fehr, amerykański montażysta filmowy
- Werner Grassmann, niemiecki reżyser
- Otar Ioseliani, gruziński reżyser
- Norbert Kückelmann, niemiecki reżyser
- Françoise Maupin, francuska krytyczka filmowa
- Rosaura Revueltas, meksykańska aktorka
- Jerzy Toeplitz, polski historyk kina
- Naoki Togawa, japoński krytyk filmowy

## Selekcja oficjalna

### Konkurs główny
Następujące filmy zostały wyselekcjonowane do udziału w konkursie głównym o Złotego Niedźwiedzia i Srebrne Niedźwiedzie:
| Tytuł polski                    | Tytuł oryginalny                                                       | Reżyseria             | Kraj produkcji    |
| ------------------------------- | ---------------------------------------------------------------------- | --------------------- | ----------------- |
| Podróże młodego kompozytora     | ახალგაზრდა კომპოზიტორის მოგზაურობა Akhalgazrda kompozitoris mogzauroba | Gieorgij Szengiełaja  | ZSRR              |
| Kochajcie mnie!                 | Älska mej                                                              | Kay Pollak            | Szwecja           |
| Anne Trister                    | Anne Trister                                                           | Léa Pool              | Kanada            |
| W swoim kręgu                   | At Close Range                                                         | James Foley           | Stany Zjednoczone |
| Świt                            | L’aube                                                                 | Miklós Jancsó         | Francja           |
| Berlińska miłość                | The Berlin Affair                                                      | Liliana Cavani        | Włochy            |
| Caravaggio                      | Caravaggio                                                             | Derek Jarman          | Wielka Brytania   |
| Camorra                         | Un complicato intrigo di donne, vicoli e delitti                       | Lina Wertmüller       | Włochy            |
| Moje pierwsze 200 lat           | Első kétszáz évem                                                      | Gyula Maár            | Węgry             |
| Lot na północ                   | Flucht in den Norden                                                   | Ingemo Engström       | RFN               |
| Gilsoddeum                      | 길소뜸 Gilsoddeum                                                      | Im Kwon-taek          | Korea Południowa  |
| Dom nad rzeką                   | Das Haus am Fluß                                                       | Roland Gräf           | NRD               |
| Heidenlöcher                    | Heidenlöcher                                                           | Wolfram Paulus        | Austria           |
| Uśmiech baranka                 | חיוך הגדי Hiuch HaGdi                                                  | Shimon Dotan          | Izrael            |
| Godzina gwiazdy                 | A Hora da Estrela                                                      | Suzana Amaral         | Brazylia          |
| Mania                           | Μανία Mania                                                            | Giorgos Panousopoulos | Grecja            |
| Idźcie, ofiara spełniona        | La messa è finita                                                      | Nanni Moretti         | Włochy            |
| Mój szwagier zabił moją siostrę | Mon beau-frère a tué ma sœur                                           | Jacques Rouffio       | Francja           |
| Paso doble                      | Pas în doi                                                             | Dan Pița              | Rumunia           |
| Czerwony pocałunek              | Rouge baiser                                                           | Véra Belmont          | Francja           |
| Skapa moya, skapi moy           | Скъпа моя, скъпи мой Skapa moya, skapi moy                             | Eduard Zahariev       | Bułgaria          |
| Stammheim                       | Stammheim – Die Baader-Meinhof-Gruppe vor Gericht                      | Reinhard Hauff        | RFN               |
| Rudy Teo                        | Teo el pelirrojo                                                       | Paco Lucio            | Hiszpania         |
| Trouble in Mind                 | Trouble in Mind                                                        | Alan Rudolph          | Stany Zjednoczone |
| Gonza wojownik                  | 近松門左衛門 鑓の権三 Yari no Gonza                                    | Masahiro Shinoda      | Japonia           |

### Pokazy pozakonkursowe
Następujące filmy zostały wyświetlone na festiwalu w ramach pokazów pozakonkursowych:
| Tytuł polski               | Tytuł oryginalny          | Reżyseria             | Kraj produkcji    |
| -------------------------- | ------------------------- | --------------------- | ----------------- |
| Ginger i Fred              | Ginger e Fred             | Federico Fellini      | Włochy            |
| Uzdrówcie Hitlera          | Heilt Hitler!             | Herbert Achternbusch  | RFN               |
| Podróż Natty Gann          | The Journey of Natty Gann | Jeremy Kagan          | Stany Zjednoczone |
| Pożegnanie z Afryką        | Out of Africa             | Sydney Pollack        | Stany Zjednoczone |
| Żyć i umrzeć w Los Angeles | To Live and Die in L.A.   | William Friedkin      | Stany Zjednoczone |
| L'unique                   | L’unique                  | Jérôme Diamant-Berger | Francja           |

## Laureaci nagród

### Konkurs główny
Złoty Niedźwiedź
- Stammheim, reż. Reinhard Hauff

Srebrny Niedźwiedź – Nagroda Specjalna Jury
- Idźcie, ofiara spełniona, reż. Nanni Moretti

Srebrny Niedźwiedź dla najlepszego reżysera
- Gieorgij Szengiełaja – Podróże młodego kompozytora

Srebrny Niedźwiedź dla najlepszej aktorki
- Marcélia Cartaxo – Godzina gwiazdy
- Charlotte Valandrey – Czerwony pocałunek

Srebrny Niedźwiedź dla najlepszego aktora
- Tuncel Kurtiz – Uśmiech baranka

Srebrny Niedźwiedź za wybitne osiągnięcie artystyczne
- Derek Jarman – Caravaggio

Srebrny Niedźwiedź za wybitny wkład artystyczny
- Masahiro Shinoda – Gonza wojownik

Wyróżnienie honorowe
- Paso doble, reż. Dan Pița

### Konkurs filmów krótkometrażowych
Złoty Niedźwiedź dla najlepszego filmu krótkometrażowego
- Tom Goes to the Bar, reż. Dean Parisot

### Pozostałe nagrody
Nagroda FIPRESCI
- Stammheim, reż. Reinhard Hauff

## Polonica
Polskim akcentem na festiwalu był udział historyka filmu, profesora Jerzego Toeplitza, byłego rektora łódzkiej szkoły filmowej i autora monumentalnej sześciotomowej Historii sztuki filmowej, w pracach jury konkursu głównego.